# ديسيفايو باين
ديسيفايو باين (30 نوفمبر 1995 بكارولاينا الجنوبية في الولايات المتحدة - ) هو لاعب كرة قدم أمريكي في مركز الدفاع. شارك مع منتخب الولايات المتحدة تحت 20 سنة لكرة القدم. أما مع النوادي، فقد لعب مع نادي غرونينغن.

## وصلات خارجية
- ديسيفايو باين على موقع قاعدة بيانات كرة القدم.إي يو (الإنجليزية)
- ديسيفايو باين على موقع Soccerway.com (الإنجليزية)
- ديسيفايو باين على موقع عالم كرة القدم.نت (الإنجليزية)
- ديسيفايو باين على موقع AS.com (الإسبانية)